# Daniel Bautista
Daniel Bautista Rocha (El Salado, San Luis Potosí, 4 de agosto de 1952) es un marchista mexicano ganador de la medalla de oro en los Juegos Olímpicos de Montreal 1976 y en la Copa del Mundo de Caminata y poseedor del récord mundial.
Obtuvo la medalla de oro en la competencia de marcha de 20 km, primeramente en los Juegos Panamericanos de 1975 con sede en la Ciudad de México; un año después obtendría la medalla de plata en Montreal 1976 y nuevamente en los Juegos Panamericanos de 1979.
También ganó en la categoría de marcha de 20 km en la Copa del Mundo de Marcha Atlética de la Asociación Internacional de Federaciones de Atletismo (IAAF) en Milton Keynes, Gran Bretaña en 1977 y en Eschborn, Alemania Federal en 1979.
Sin embargo, en los Juegos Olímpicos de Moscú 1980 Daniel fue descalificado a casi 2 km de llegar a la meta y en la marcha de 50 km también fue descalificado después de los 30 km.
Fue poseedor del récord mundial de 20 km marcha, rompiéndolo por primera vez el 30 de mayo de 1976 con tiempo de 1:23:40; dos veces en 1979, el 19 de mayo con tiempo de 1:22:16 y nuevamente el 9 de junio con tiempo de 1:21:04; por última vez el 30 de marzo de 1980 con tiempo de 1:21:00.
Recibió el Premio Nacional del Deporte en 1976.